# Cratimă
Cratima („‑”) (din greaca modernă: κράτημα „acțiunea de a ține”)  sau „liniuța de unire” este un semn ortografic utilizat pentru:
- a rosti două părți de vorbire diferite într-o singură silabă
- evitarea hiatului
- marcarea absenței vocalei inițiale/finale
- la nivel prozodic, conservă ritmul și măsura versurilor

Cratima nu este „liniuța de despărțire“, ca de exemplu în administrativ-teritorială, ci doar „liniuța de unire“, ca în “într‑o zi“, „s‑a dus“, „m‑am urcat“, etc. Pentru ca aceste cuvinte ca și în cazul cuvintelor compuse (Saint-Saëns, Catedrala Notre-Dame) care trebuie să rămână într-un singur bloc la capăt de rând și al doilea cuvânt să nu treacă în rândul următor, în documentele Word se tastează apăsând simultan tastele Ctrl/Strg + Shift apoi tasta „-” din blocul de litere al tastaturii (nu „minus” din blocul de cifre).
Unicode a rezervat U+2011 pentru cratimă. Pe când liniuța de despărțire este U+2010.

## Istoricul cratimei și apostrofului în ortografia română
Istoric, o parte din rolul jucat azi de cratimă îl avea apostroful, în special pentru eliziuni (dar nu numai). De exemplu „s-ar” fiind scris „s’ar” – pentru a marca elidarea vocalei „e” din pronumele reflexiv „se” (s’ar/s-ar = se ar). Această tradiție de scriere apare ca rezultat al lucrării Școlii Ardelene, și este practicat în Regatul României, până-n perioada interbelică și după război, fiind schimbată de regimul comunist prin reforma ortografică din 1953.
Deși reforma căuta simplificarea scrierii, anumite aspecte redate de apostrof au fost diminuate (sau chiar pierdute); lucru ce se reflectă în pronunția eminesciană – de exemplu  în „Călin Nebunul”: „Pe păreți icoane mândre zugrăvite n’umbră par”. Text redactat după normele actuale „Pe păreți icoane mândre zugrăvite-n umbră”, unde ortografia originală („n’umbră”, [pronunțat /numbră/]) reflectă icoanele ca fiind făcute din umbră (ca materie), iar cea actuală se confundă pronunția.